# Associazione Sportiva Fiammamonza Dilettante 2004-2005
Questa voce raccoglie le informazioni riguardanti la Associazione Sportiva Fiammamonza Dilettante nelle competizioni ufficiali della stagione 2004-2005.

## Organigramma societario
Area direttiva
- Dirigente: Mario Merati

Area tecnica
- Allenatrice: Jana Nováková
- Allenatore dei portieri: Gianluca Ciofi

Area sanitaria
- Medico sociale: Domenico Ravesi
- Massaggiatore: Matteo Arbizzoni
- Massaggiatore: Clara Pasinato

## Rosa
Rosa aggiornata all'inizio della stagione.
| N. |                   | Ruolo | Calciatrice          |
| -- | ----------------- | ----- | -------------------- |
|    | Italia (bandiera) | C     | Selene Barelli       |
|    | Italia (bandiera) | C     | Giovanna Bruno       |
|    | Italia (bandiera) | C     | Stefania Celedi      |
|    | Italia (bandiera) | C     | Roberta D'Adda       |
|    | Italia (bandiera) | D     | Carmelina D'Andolfo  |
|    | Italia (bandiera) | D     | Chiara Dedè          |
|    | Italia (bandiera) | D     | Filomena De Vincenzo |
|    | Italia (bandiera) | D     | Laura Donghi         |
|    | Italia (bandiera) | P     | Giada Ferraro        |
|    | Italia (bandiera) | P     | Marisa Gorno         |
|    | Italia (bandiera) | A     | Michela Greco        |

| N. |                   | Ruolo | Calciatrice        |
| -- | ----------------- | ----- | ------------------ |
|    | Italia (bandiera) | A     | Marianna Hofer     |
|    | Italia (bandiera) | A     | Fortuna Illiano    |
|    | Italia (bandiera) | C     | Stella La Capra    |
|    | Italia (bandiera) | C     | Serenella Liberati |
|    | Italia (bandiera) | C     | Stefania Mazzoli   |
|    | Italia (bandiera) | C     | Cristina Murelli   |
|    | Italia (bandiera) | C     | Venusia Paliotti   |
|    | Italia (bandiera) | D     | Elena Rivolta      |
|    | Italia (bandiera) | D     | Viviana Schiavi    |
|    | Italia (bandiera) | C     | Daniela Stracchi   |

## Calciomercato

### Sessione estiva
| Acquisti | Acquisti         | Acquisti            | Acquisti   |
| R.       | Nome             | da                  | Modalità   |
| -------- | ---------------- | ------------------- | ---------- |
| P        | Marisa Gorno     | Vallassinese Holcim | svincolata |
| C        | Giovanna Bruno   | Vallassinese Holcim | svincolata |
| A        | Fortuna Illiano  | Como 2000           | svincolata |
| A        | Venusia Paliotti | Bergamo R           | svincolata |

| Cessioni | Cessioni        | Cessioni    | Cessioni   |
| R.       | Nome            | a           | Modalità   |
| -------- | --------------- | ----------- | ---------- |
| D        | Martina Cortesi | Fiammamonza | definitivo |

## Risultati

### Serie A

#### Girone di andata
| Agliana 9 ottobre 2004, ore 15:00 CEST 1ª giornata | Agliana | 2 – 1 | Fiammamonza | Stadio comunale Germano Bellucci |

| Monza 23 ottobre 2004, ore 15:00 CEST 2ª giornata | Fiammamonza | 1 – 2 | Vallassinese Holcim | Stadio Gino Alfonso Sada |

| Reggio Emilia 22 ottobre 2004, ore 15:00 CEST 3ª giornata | Reggiana | 0 – 3 | Fiammamonza | Stadio comunale Mirabello |

| Arbitro: | Penno (Torino) |

|                     |           |  |
| Simonato 39’ (aut.) | Marcatori |  |

| Monza 18 dicembre 2004, ore 14:30 CET 6ª giornata | Fiammamonza | 2 – 4 | Bardolino Verona | Stadio Gino Alfonso Sada |

| Arbitro: | Ferri (Piacenza) |

|  |           |                        |
|  | Marcatori | 34’ Conti 44’ Pedersen |

| Arbitro: | Faccia |

|           |           |                  |
| Serra 55’ | Marcatori | 70’ (rig.) Hofer |

| Arbitro: | Negrelli (Lovere) |

|           |           |  |
| Ulivi 31’ | Marcatori |  |

#### Girone di ritorno
| Monza 12 febbraio 2005, ore 14:30 CET 12ª giornata | Fiammamonza | 3 – 0 | Agliana | Stadio Gino Alfonso Sada |

| 19 febbraio 2005, ore 14:30 CET 13ª giornata | Vallassinese Holcim | 1 – 0 | Fiammamonza |  |

| Arbitro: | Armellin (Treviso) |

|                                  |           |                    |
| Bologna 41’ Tagliacarne 46’, 82’ | Marcatori | 30’, 45+1’ Illiano |

| Arbitro: | Aureliano (Bologna) |

|                                                        |           |             |
| Pasqui 18’ Gabbiadini 27’ Mascanzoni 72’ Boni 75’, 79’ | Marcatori | 16’ Illiano |

| Arbitro: | Croce (Chivasso) |

|                         |           |                  |
| Hofer 72’ (rig.), 90+1’ | Marcatori | 64’ Tagliabracci |

| Arbitro: | Farinelli (Tivoli) |

|  |           |             |
|  | Marcatori | 6’ Paliotti |

| Monza 7 maggio 2005, ore 15:00 CEST 20ª giornata                                       | Fiammamonza | 3 – 1 referto  | Atletico Oristano | Stadio Gino Alfonso Sada |
| \| \| \| \| \| Illiano 35’ Stracchi 36’ Paliotti 70’ \| Marcatori \| 81’ Colasuonno \| |             |                |                   |                          |
|                                                                                        |             |                |                   |                          |
| Illiano 35’ Stracchi 36’ Paliotti 70’                                                  | Marcatori   | 81’ Colasuonno |                   |                          |

| Monza 14 maggio 2005, ore 15:00 CEST 21ª giornata | Fiammamonza       | 0 – 0 referto | ACF Milan | Stadio Gino Alfonso Sada (ca. 200 spett.)\| Arbitro: \| Menicatti (Lecco) \| |
| Arbitro:                                          | Menicatti (Lecco) |               |           |                                                                              |

### Coppa Italia
| 12 settembre 2004, ore 15:00 CEST Primo turno, girone 6 - 1ª giornata | Como 2000 | 0 – 7 | Fiammamonza |  |

| Monza 18 settembre 2004, ore 15:00 CEST Primo turno, girone 6 - 2ª giornata | Fiammamonza | 10 – 0 | Aurora Bergamo | Stadio Gino Alfonso Sada |

| Monza 2 ottobre 2004, ore 15:00 CEST Secondo turno - Andata | Fiammamonza | 3 – 1 | Atalanta | Stadio Gino Alfonso Sada |

| Almenno San Salvatore 7 novembre 2004 Secondo turno - Ritorno | Atalanta | 0 – 4 | Fiammamonza | Stadio comunale |

| Rio Saliceto 20 novembre 2004, ore 14:30 CET Ottavi di finale - Andata | Reggiana              | 0 – 0 referto | Fiammamonza | Stadio comunale\| Arbitro: \| Lavagnini (Viareggio) \| |
| Arbitro:                                                               | Lavagnini (Viareggio) |               |             |                                                        |

| Arbitro: | Lazzaretto (Schio) |

|            |           |           |
| Illiano 5’ | Marcatori | 60’ Costi |

## Statistiche

### Statistiche di squadra
| Competizione | Punti | In casa | In casa | In casa | In casa | In casa | In casa | In trasferta | In trasferta | In trasferta | In trasferta | In trasferta | In trasferta | Totale | Totale | Totale | Totale | Totale | Totale | DR  |
| Competizione | Punti | G       | V       | N       | P       | Gf      | Gs      | G            | V            | N            | P            | Gf           | Gs           | G      | V      | N      | P      | Gf     | Gs     | DR  |
| ------------ | ----- | ------- | ------- | ------- | ------- | ------- | ------- | ------------ | ------------ | ------------ | ------------ | ------------ | ------------ | ------ | ------ | ------ | ------ | ------ | ------ | --- |
| Serie A      | 33    | 11      | 5       | 2       | 4       | 17      | 15      | 11           | 5            | 1            | 5            | 18           | 15           | 22     | 10     | 3      | 9      | 35     | 30     | +5  |
| Coppa Italia | -     | 4       | 3       | 1       | 0       | 21      | 2       | 2            | 1            | 1            | 0            | 4            | 0            | 6      | 4      | 2      | 0      | 25     | 2      | +23 |
| Totale       | -     | 15      | 8       | 3       | 4       | 38      | 17      | 13           | 6            | 2            | 5            | 22           | 15           | 28     | 14     | 5      | 9      | 60     | 32     | +28 |

### Statistiche delle giocatrici
| Giocatore      | Serie A  | Serie A | Serie A     | Serie A    | Coppa Italia | Coppa Italia | Coppa Italia | Coppa Italia | Totale   | Totale | Totale      | Totale     |
| Giocatore      | Presenze | Reti    | Ammonizioni | Espulsioni | Presenze     | Reti         | Ammonizioni  | Espulsioni   | Presenze | Reti   | Ammonizioni | Espulsioni |
| -------------- | -------- | ------- | ----------- | ---------- | ------------ | ------------ | ------------ | ------------ | -------- | ------ | ----------- | ---------- |
| S. Barelli     | 0        | 0       | 0           | 0          | 0            | 0            | 0            | 0            | 0        | 0      | 0           | 0          |
| G. Bruno       | 17       | 3       | 1           | 0          | 0            | 0            | 0            | 0            | 17       | 3      | 1           | 0          |
| S. Celedi      | 0        | 0       | 0           | 0          | 0            | 0            | 0            | 0            | 0        | 0      | 0           | 0          |
| R. D'Adda      | 19       | 0       | 4           | 0          | 0            | 0            | 0            | 0            | 19       | 0      | 4           | 0          |
| C. D'Andolfo   | 19       | 0       | 0           | 0          | 0            | 0            | 0            | 0            | 19       | 0      | 0           | 0          |
| C. Dedè        | 1        | 0       | 0           | 0          | 0            | 0            | 0            | 0            | 1        | 0      | 0           | 0          |
| F. De Vincenzo | 0        | 0       | 0           | 0          | 0            | 0            | 0            | 0            | 0        | 0      | 0           | 0          |
| L. Donghi      | 22       | 0       | 1           | 0          | 0            | 0            | 0            | 0            | 22       | 0      | 1           | 0          |
| G. Ferraro     | 0        | 0       | 0           | 0          | 0            | 0            | 0            | 0            | 0        | 0      | 0           | 0          |
| M. Gorno       | 22       | 0       | 0           | 0          | 0            | 0            | 0            | 0            | 22       | 0      | 0           | 0          |
| M. Greco       | 20       | 3       | 4           | 0          | 0            | 0            | 0            | 0            | 20       | 3      | 4           | 0          |
| M. Hofer       | 20       | 10      | 0           | 0          | 0            | 0            | 0            | 0            | 20       | 10     | 0           | 0          |
| F. Illiano     | 18       | 5       | 1           | 0          | 0            | 0            | 0            | 0            | 18       | 5      | 1           | 0          |
| S. La Capra    | 2        | 0       | 0           | 0          | 0            | 0            | 0            | 0            | 2        | 0      | 0           | 0          |
| S. Liberati    | 10       | 1       | 0           | 0          | 0            | 0            | 0            | 0            | 10       | 1      | 0           | 0          |
| S. Mazzoli     | 6        | 0       | 0           | 0          | 0            | 0            | 0            | 0            | 6        | 0      | 0           | 0          |
| C. Murelli     | 20       | 1       | 5           | 0          | 0            | 0            | 0            | 0            | 20       | 1      | 5           | 0          |
| V. Paliotti    | 22       | 6       | 1           | 0          | 0            | 0            | 0            | 0            | 22       | 6      | 1           | 0          |
| E. Rivolta     | 18       | 0       | 1           | 0          | 0            | 0            | 0            | 0            | 18       | 0      | 1           | 0          |
| V. Schiavi     | 22       | 1       | 2           | 0          | 0            | 0            | 0            | 0            | 22       | 1      | 2           | 0          |
| D. Stracchi    | 22       | 2       | 2           | 0          | 0            | 0            | 0            | 0            | 22       | 2      | 2           | 0          |